# Боже чувај цара Фрању
Gott erhalte Franz den Kaiser или Боже чувај цара Фрању je химна посвећена Францу II последњем цару Светог римског царства и првом цару Аустријског царства. Химну је компоновао Јозеф Хајдн на текст аустријског песника Лоренца Леополда Хашке. Прво извођење имала је 12. фебруара 1797. у Бечком позоришту Дворском позоришту на прослави царевог рођендана. Од тад је постала народна и химна династије Хабзбург а од 1826. до 1918. државном химном Аустријског царства, које од 1867. не укључује угарске земље (Аустроугарска). 
Верује се да је Хајдн мелодију компоновао под утицајем народне песме градишћанских Хрвата "Стал сем јесем". Химна је мењала текст неколико пута. Мелодија химне је искоришћена као основа Песме Немаца чија 3. строфа данас представља државну химну Савезне Република Немачке и Боже правде државне химне Републике Србије.
| 1. Gott erhalte Franz, den Kaiser, Unsern guten Kaiser Franz! Lange lebe Franz, der Kaiser, In des Glückes hellstem Glanz! Ihm erblühen Lorbeerreiser, Wo er geht, zum Ehrenkranz! Gott erhalte Franz, den Kaiser, Unsern guten Kaiser Franz! 2. Laß von seiner Fahne Spitzen Strahlen Sieg und Fruchtbarkeit! Laß in seinem Rate sitzen Weisheit, Klugheit, Redlichkeit! Und mit Seiner Hoheit Blitzen Schalten nur Gerechtigkeit! Gott erhalte Franz, den Kaiser, Unsern guten Kaiser Franz! | 3. Ströme deiner Gaben Fülle Über ihn, sein Haus und Reich! Brich der Bosheit Macht, enthülle Jeden Schelm- und Bubenstreich! Dein Gesetz sei stets sein Wille, Dieser uns Gesetzen gleich. Gott erhalte Franz, den Kaiser, Unsern guten Kaiser Franz! 4. Froh erleb’ er seiner Lande, Seiner Völker höchsten Flor! Seh sie, Eins durch Bruderbande, Ragen allen andern vor! Und vernehm noch an dem Rande Später Gruft der Enkel Chor: Gott erhalte Franz, den Kaiser, Unsern guten Kaiser Franz! |

## Царевка
У Краљевини Хрватској службена химна је била хрватска верзија називана Царевка или Краљевка односно у почетку "Боже чувај Цара Фрању".
| 1. Боже живи, Боже штити Цара нашег и наш дом. Вјечном Ти их славом кити, Снагом Ти их јачај свом. Ти нам сретне дане множи, Хабсбуршкој их кући дај, С њеном снагом заувијек сложи Хрватске нам круне сјај. 2. Ти у нашим створи грудма Живи понос, кротку ћуд, Да смо мили свијем људма, На поштењу први свуд. Ти нас кријепи својом вјером, Равнај наше среће брод, Да нам пођe правим смјером Сав наш сложан мили род. | 3. Но кад дому зло запријети, »У бој!« зовне Краљев глас, Тад на овај позив свети Лавом буди сваки нас, Да пред стијегом нашим гине Душман сваки, Боже дај! A над нама с нова сине Благог мира ведри сјај! 4. Боже живи, срећом злати Краљевски нам сјајни дом, Наша љубав нек га прати До крај међa жићу том; Благо, живот Краљу своме Сваки од нас радо дај, Вјечан буд на свијету томе Славне наше круне сјај. |

По тексту из: Исо Кршњави, Иван Крталић, Записци иза кулиса хрватске политике, И, п152. Издавачко књижарска радна организација Младост, 1986.
Вернији превод Царевке, тј. аустријске народне химне (Österreichische Volkshymne) може се прочитати у Кокољевој књизи Grammatik der kroatischen (serbischen) Sprache из 1904. године.
| 1. Боже живи, чувај Боже! Цара нашег и наш дом! Силан вјером да нас може Мудром владат десницом! Штитимо му царство давно Од навале свачије; С Хабзбуршком је кућом славно Коб спојена Аустрије! 2. Св'јесно, вјерно и поштено Правду дужност бранимо; A кад треба, да храбрено На оружје скочимо! Знајућ, како слава стара Војску кити ловором; Благо, живот, све за цара, Све за цара и за дом. | 3. Што грађанин с муком стече, Тому војник буди штит; Уме других нек претече Ум наш, духом поносит. Срећа, слава нек извиру Свуд по земљам нашије'; Сунце божје нек у миру Сја врх срећне Аустрије! 4. Силе наше нек се сложе, Свемогућан јер је склад: И најтежи ласно може Надвладат се слогом рад. К једној сврси погодљиви Сви настојмо братски ит: Цар да живи, дом да живи Аустрија ће вјерна бит. |